# Leo Fressato
Leonardo Fressato Santos (14 de outubro de 1986), mais conhecido pelo diminutivo de seu nome Leo Fressato, é um cantor, compositor, ator, poeta, diretor e musicista brasileiro.

## Biografia
Leonardo Fressato Santos nasceu em Brasília, em 14 de outubro de 1986  e provém de uma família de descendentes de italianos. Além de cantor e compositor, trabalha como diretor, ator, e humorista. Compõe desde os 14 anos. Começou a escrever sobre amor ainda mais cedo, aos 10 anos de idade, quando, pela primeira vez, se apaixonou.  E, até hoje, assim são suas canções: um tratado sobre o amor. Entre folhas de outono e invernos rigorosos brotam flores nas canções do rapaz. É preciso que o inverno passe (e que passe depressa). E, para que isso aconteça, ele brinca. Oras de ser veludo, para tecer delicadeza; oras de ser espinho e sangrar a canção com os gritos de dor dos amores mal fadados.

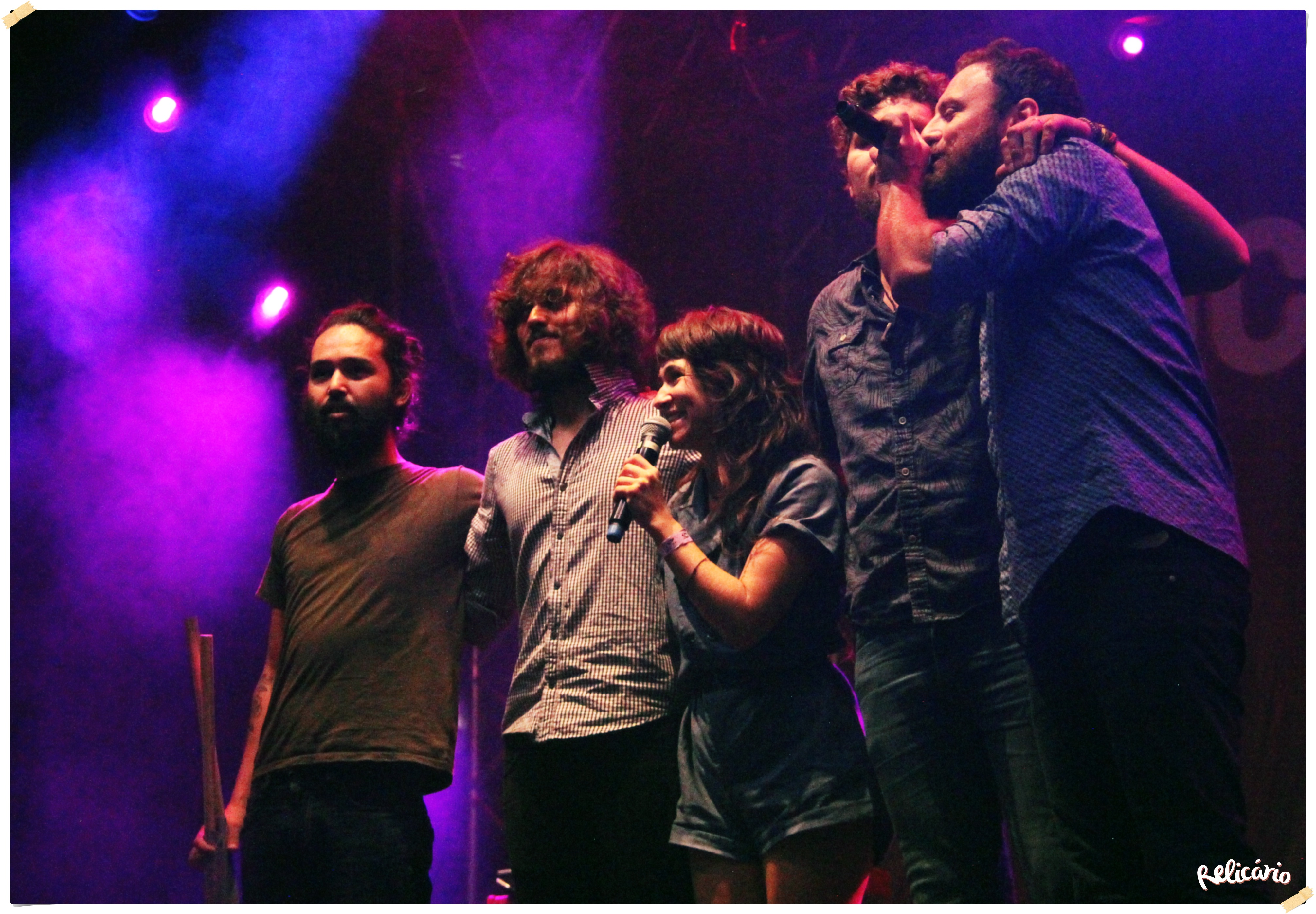
Leo Fressato compôs e interpretou a música Oração juntamente com A Banda Mais Bonita da Cidade (foto).

Seu nome ganhou projeção nacional em 2011, como o compositor do hit "Oração", na interpretação conjunta com "A Banda Mais Bonita da Cidade". O videoclipe de "Oração" foi gravado em plano-sequência e foi lançado no YouTube em 13 de maio de 2011 e hoje possui mais de 40 milhões de exibições. Em 2015 compôs a música 'Coisa Linda' em parceria com Tiago Iorc, single do disco 'Troco Likes', de Iorc, e que ganhou um clipe. Segundo Tiago a música foi uma declaração de amor para a atriz Isabelle Drummond, a quem namorou por dois anos. O relacionamento entre os dois terminou meses depois da divulgação da música. Atualmente o clipe de 'Coisa Linda' tem mais de 80 milhões de acessos no YouTube.

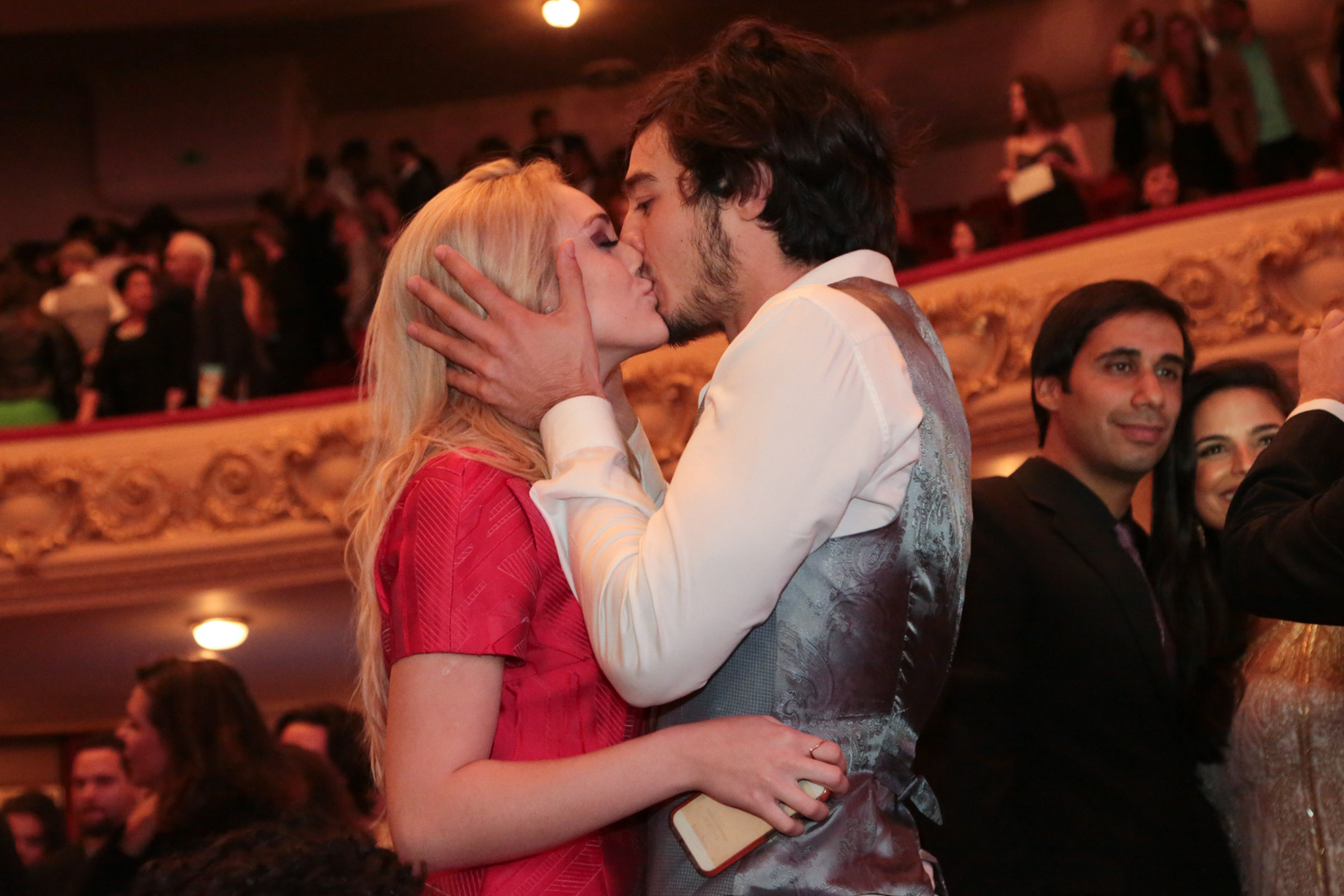
'Coisa Linda', composição de Leo Fressato e Tiago Iorc foi uma declaração de amor de Tiago à sua ex-namorada Isabelle Drummond. Na foto o casal no 25° Prêmio da Música Brasileira.

## Trajetória
Em 2013 lançou o CD Canções para o Inverno Passar Depressa, com produção musical de Jérôme Gras. Em 2019, veio o trabalho Louco e Divertido, o seu segundo álbum de estúdio, em que a faixa que nomeia o trabalho ganhou videoclipe, dirigido por Bernardo Rocha e Carol Winter. Em meio a temas densos há espaço para o romantismo, como nas músicas Louco e Divertido e Teu Chá. Los Hombres pueden llorar tem sonoridade latina e Fressato a canta em espanhol. Em Vou te Levar pro Carimbó canta ao ritmo típico da região Norte, o Carimbó. Definida pelo artista como MPB progressiva a canção Sobre Canecas e Chás é a última do álbum. A produção musical ficou por conta de Jérôme Gras, que também produziu Canções para o Inverno Passar Depressa e Iam Fonseca. Louco e Divertido foi lançado com lyrics vídeos: tem tradução e interpretação em libras. A ideia surgiu da convivência com as filhas de uma amiga que nasceram surdas. Antes desse álbum com lyrics vídeos Fressato fez uma apresentação para uma plateia de surdos.
Depois fez turnê por Portugal e fechou o ano de 2019 com o lançamento de um EP acústico com três canções, das quais a composição Nexo ganhou um clipe dirigido por Juliana Sanson. As outras são: Canção do Meio Dia e uma reinvenção de Eu toco violão porque não sei apertar botão. Vênus com Jasmim, foi disponibilizado nas plataformas de música digitais em setembro de 2020, com clipe. "Vênus com Jasmim tem um astral muito gostoso. Muito solar. Fiquei tão animado com a sensação que a canção, com o clima de superação e calor que achei que a música merecia um clipe. E este momento precisa de imagens quentes, já que nossas relações, em distanciamento, perecem de frieza e saudades”, conta Fressato.

## Produções
- 2013 – Canções para o inverno passar depressa
  - Faixas:

1. Não Há Nada Mais Lindo
2. Borboletinha
3. Outra Canção
4. Oração
5. Vendaval
6. De Janeiro a Janeiro
7. A Desenhista
8. Tan Tan
9. Aviador
10. Veranizar
11. Enquanto Eu Não
12. Nesse apartamento.

- 2019 - Louco e Divertido
  - Faixas:

1. Louco e Divertido
2. Eu Toco Violão Porque Não Sei Apertar botão
3. Menino Água-Viva
4. Mágoa-Palco
5. Só Queria Te Dizer
6. Vou Te Levar No Carimbó
7. Los Hombres Pueden Llorar
8. Teu Chá
9. Adeus
10. Sobre Canecas e Chá [17]